# Indopazifische Erdtauben
Die Indopazifischen Erdtauben (Pampusana, Syn.: Alopecoenas) sind eine Gattung bodenbewohnender Tauben, die in den Regenwäldern Indonesiens und in der Pazifischen Region beheimatet sind. Die Arten dieser Gattung wurden über lange Zeit in der Gattung der Dolchstichtauben geführt, auf Grund von genetischen Untersuchungen werden sie heute jedoch in eine eigenständige Gattung gestellt.

## Verbreitung und Merkmale
Typisch für die Indopazifischen Erdtauben ist ein Gefieder mit einer blassen Brust ohne weitere Farbabzeichen und einem dunkleren Bauch. Viele Arten weisen außerdem einen ausgeprägten Geschlechtsdimorphismus auf. Die Nahrung dieser Tauben besteht aus Früchten und Samen.

## Systematik
Gegenwärtig existieren 20 Arten. Von den artenreichen Gattungen der Tauben ist Pampusana am stärksten von der Ausrottung betroffen gewesen. Drei bis vier Arten sind während des 18. Jahrhunderts verschwunden und bei den verbliebenen Arten sind starke Bestandsrückgänge zu verzeichnen, die auf Lebensraumzerstörung, eingeschleppte Tierarten oder Überjagung zurückzuführen sind. Zusätzlich gibt es mehrere Arten, die niemals lebend studiert wurden und nur von subfossilen Knochenfragmenten bekannt sind. Diese starben während der früheren menschlichen Besiedelung der Südpazifikregion aus (ca. 3000 v. Chr. bis ca. 1400 n. Chr.)
Knochen von Pampusana sind unverwechselbar, sodass diese Gattung eindeutig zu erkennen ist. Die evolutionäre Zugehörigkeit von ausgestorbenen Arten ist jedoch oftmals ungesichert. Beispielsweise existieren die meisten ausgestorbenen polynesischen Taxa in einer Region, wo die weißköpfige Abstammungslinie (P. jobiensis, P. erythroptera) mit der melanesischen Abstammungslinie (P. sanctaecrucis, P. stairi) zusammentrifft.

## Arten
Folgende Arten und Unterarten sind bisher bekannt:
- Huahine-Erdtaube (Pampusana sp.) (subfossil)
- Rota-Erdtaube (Pampusana sp.) (subfossil)
- Westliche Graubrusttaube (Pampusana beccarii)
  - Manus-Graubrusterdtaube (Pampusana beccarii admiralitatis) (ausgestorben)
- Graustirntaube (Pampusana canifrons)
- Polynesische Erdtaube oder Tahititaube (Pampusana erythropterus)
  - Die Unterart Pampusana erythropterus albicollis von Zentral-Tuamotu ist ausgestorben.
  - Die Unterarten Pampusana erythropterus ssp. von Mangaia, Moorea und Mangareva sind ausgestorben.
- Tanna-Erdtaube (Pampusana ferrugineus) (ausgestorben)
- Wetar-Taube (Pampusana hoedtii)
- Jobitaube (Pampusana jobiensis)
  - Die Unterart Pampusana jobiensis chalconotus von Guadalcanal, Makira und Vella Lavella ist ausgestorben.
- Ponape-Erdtaube oder Karolinentaube (Pampusana kubaryi)
- Henderson-Erdtaube (Pampusana leonpascoi) (subfossil)
- Neukaledonische Erdtaube (Pampusana longitarsus) (subfossil)
- Norfolk-Erdtaube (Pampusana norfolkensis) (ausgestorben)
- Riesenerdtaube (Pampusana nui) (subfossil)
- Marquesastaube (Pampusana rubescens)
- Makirataube (Pampusana salamonis) (ausgestorben)
- Santa-Cruz-Taube (Pampusana sanctaecrucis)
- Purpurschultertaube (Pampusana stairi)
- Jungferntaube (Pampusana xanthonurus)

## Einzelbelege
1. 1 2   Beehler & Pratt: Birds of New Guinea, S. 69.